# Susanna Ohlen
Susanna Ohlen (geb. Schumacher; * 3. Juni 1982 in Köln) ist eine deutsche Journalistin und Fernsehmoderatorin.

## Leben und Karriere
Nach ihrem Abitur nahm Ohlen 2003 an der Universität Leipzig ein Studium der Germanistik, Journalistik und Kunstgeschichte auf, das sie erfolgreich absolvierte. Ab 2008 arbeitete sie bei RTL West. Ihren ersten Moderationsjob hatte Ohlen von 2010 bis 2015, als Nachfolgerin von Sonja Schwetje, im Nachrichtenmagazin Guten Abend RTL. Im Jahr 2014 war sie als Schwangerschaftsvertretung von Miriam Lange für einige Monate als Moderatorin des RTL-Morgenmagazins Guten Morgen Deutschland zu sehen.
Im September 2015 wechselte Ohlen komplett zu Guten Morgen Deutschland, wo sie bis September 2021 als Hauptmoderatorin das Frühmagazin meist an der Seite von Jan Hahn präsentierte. Im Januar 2016 war Ohlen zwei Wochen lang in Australien als Reporterin für die 10. Staffel von Ich bin ein Star-Holt mich hier raus! zu sehen, wo sie die neuesten Geschehnisse für Guten Morgen Deutschland und Punkt 12 zusammenfasste. Ab Juli 2016 moderierte sie als Vertretung für Angela Finger-Erben das wöchentliche Magazin Best of...! bei RTL. Im September 2021 gab RTL bekannt, dass Ohlen nur noch als Planerin tätig sein werde und nicht mehr bei Guten Morgen Deutschland und Best of...! moderiere.
Im Oktober 2016 heiratete sie Jens Ohlen. Im März 2022 sind sie Eltern einer Tochter geworden.

## Kontroversen
Im Juli 2021 berichtete Ohlen als Reporterin für RTL in Bad Münstereifel von den dortigen Folgen der Flutkatastrophe in der Region. Am 22. Juli wurde ein Video publik, das sie dabei zeigt, wie sie sich auf TV-Aufnahmen vorbereitete und dabei Schmutz aus einer Schlammpfütze über Gesicht und Kleidung verteilte. RTL teilte daraufhin mit, dass dieses Verhalten gegen journalistische Grundsätze verstoße und Ohlen am 19. Juli beurlaubt worden sei. Ein Onlineartikel über Ohlens Tätigkeit im Flutgebiet wurde gelöscht. Ohlen erklärte ihr Verhalten – für das sie sich entschuldigte – damit, dass sie sich vor den anderen Hilfskräften geschämt habe, im sauberen Oberteil vor der Kamera zu stehen, nachdem sie an den Tagen zuvor bereits „privat in der Region geholfen“ habe. Nach einer zweimonatigen Freistellung arbeitet sie fortan als Planerin bei dem Sender.

## Moderationen
- 2010–2015: Guten Abend RTL (RTL)
- 2014–2021: Guten Morgen Deutschland (RTL)
- 2016–2021: Best of...! (RTL)